# الار، یاردیملی
الار (به لاتین: Allar) یک منطقهٔ مسکونی در جمهوری آذربایجان است که در شهرستان یاردیملی واقع شده‌است.

## خصوصیات
الار ۱٬۶۷۴ نفر جمعیت دارد.